# Kompetencja komunikacyjna
Kompetencja komunikacyjna, sprawność komunikacyjna – jednostkowa umiejętność używania języka odpowiednio do odbiorcy oraz do okoliczności towarzyszących procesowi komunikacji. Kompetencja ta oznacza więc umiejętność stosowania reguł gramatycznych, konstruowania wypowiedzi poprawnych i adekwatnych do danej sytuacji. Podstawową jednostką kompetencji komunikacyjnej jest wypowiedź.
Pojęcie to, zaproponowane przez Della Hymesa w latach 60., zadomowiło się na gruncie pragmatyki językoznawczej, psycholingwistyki, socjolingwistyki i psychologii społecznej.
W latach 80. M. Canale i M. Swain wyodrębnili z kompetencji komunikacyjnej cztery główne komponenty:
1. gramatyczny: umiejętność posługiwania się elementami leksykalnymi i regułami gramatycznymi,
2. socjolingwistyczny: umiejętność tworzenia wypowiedzi odpowiednio do różnych kontekstów społecznych,
3. strategiczny: właściwe stosowanie strategii komunikacyjnych[2],
4. dyskursywny: umiejętność łączenia zdań zgodnie z regułami dyskursu.